# 山村勝悟
山村 勝悟（やまむら しょうご、2001年3月24日 - ）は、ジャパンラグビーリーグワンリコーブラックラムズ東京に所属するラグビー選手。

## プロフィール
- 大阪府東大阪市出身[1]。
- ポジションはナンバーエイト(No8)。
- 身長 178 cm、体重 100 kg
- U20日本代表候補に選ばれたことがある[2]。

## 略歴
2019年、天理高校卒業後、天理大学に入る。なお天理高校時代、高校日本代表候補に選ばれたことがある。
2023年1月、アーリーエントリーでリコーブラックラムズ東京に加入。同年3月、天理大学卒業。